# Amelia Earhartová
Amelia Mary Earhart (24. července 1897 Atchinson – nezvěstná od 2. července 1937?), známá jako Lady Lindy (dle určité podobnosti s letcem Charlesem Lindberghem), byla americká letkyně, která v roce 1928 jako první žena přeletěla Atlantský oceán. Během letu v roce 1937 zmizela nad Tichým oceánem. Úředně byla prohlášena za mrtvou 5. ledna 1939.

## Život

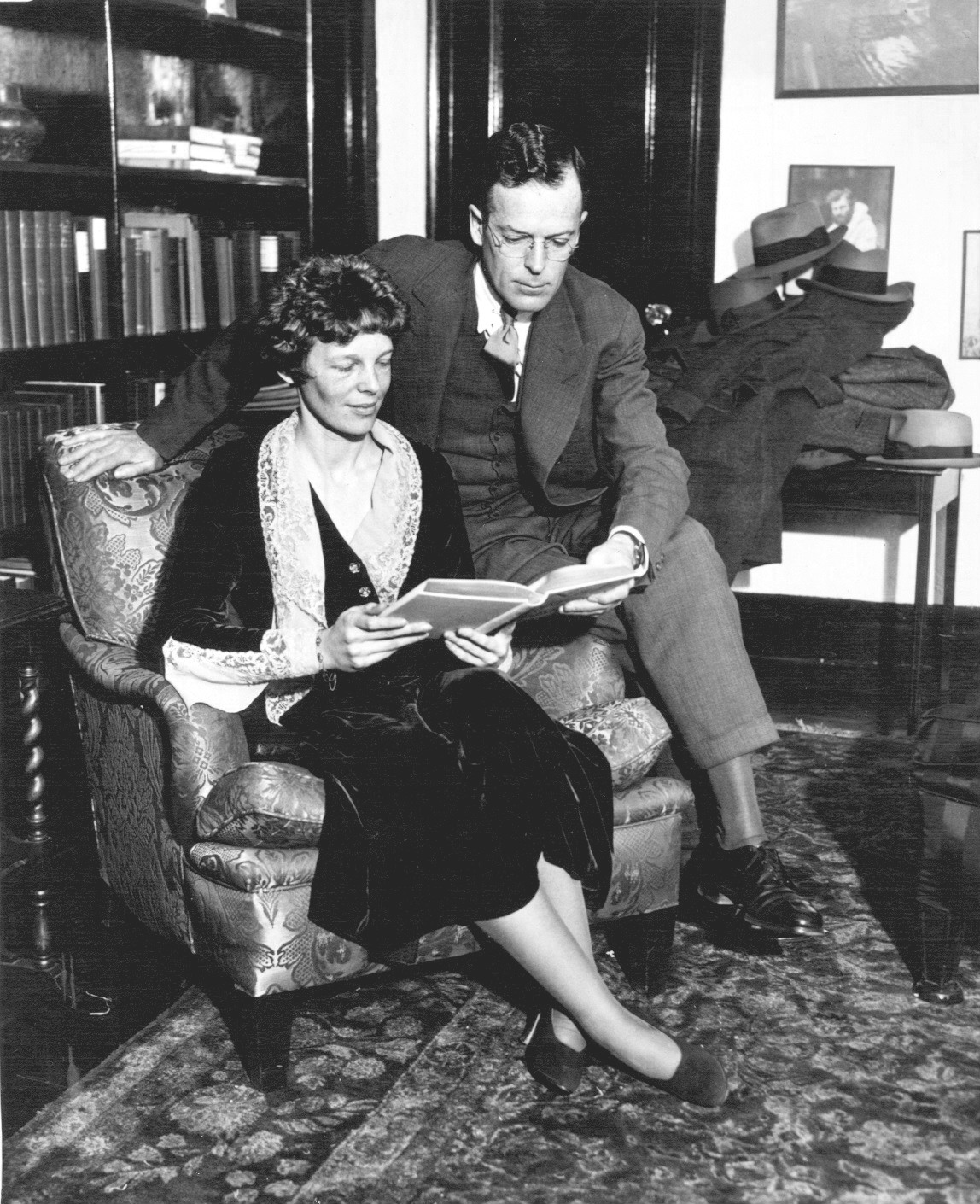
Earhartová a její manžel George Putnam v roce 1931

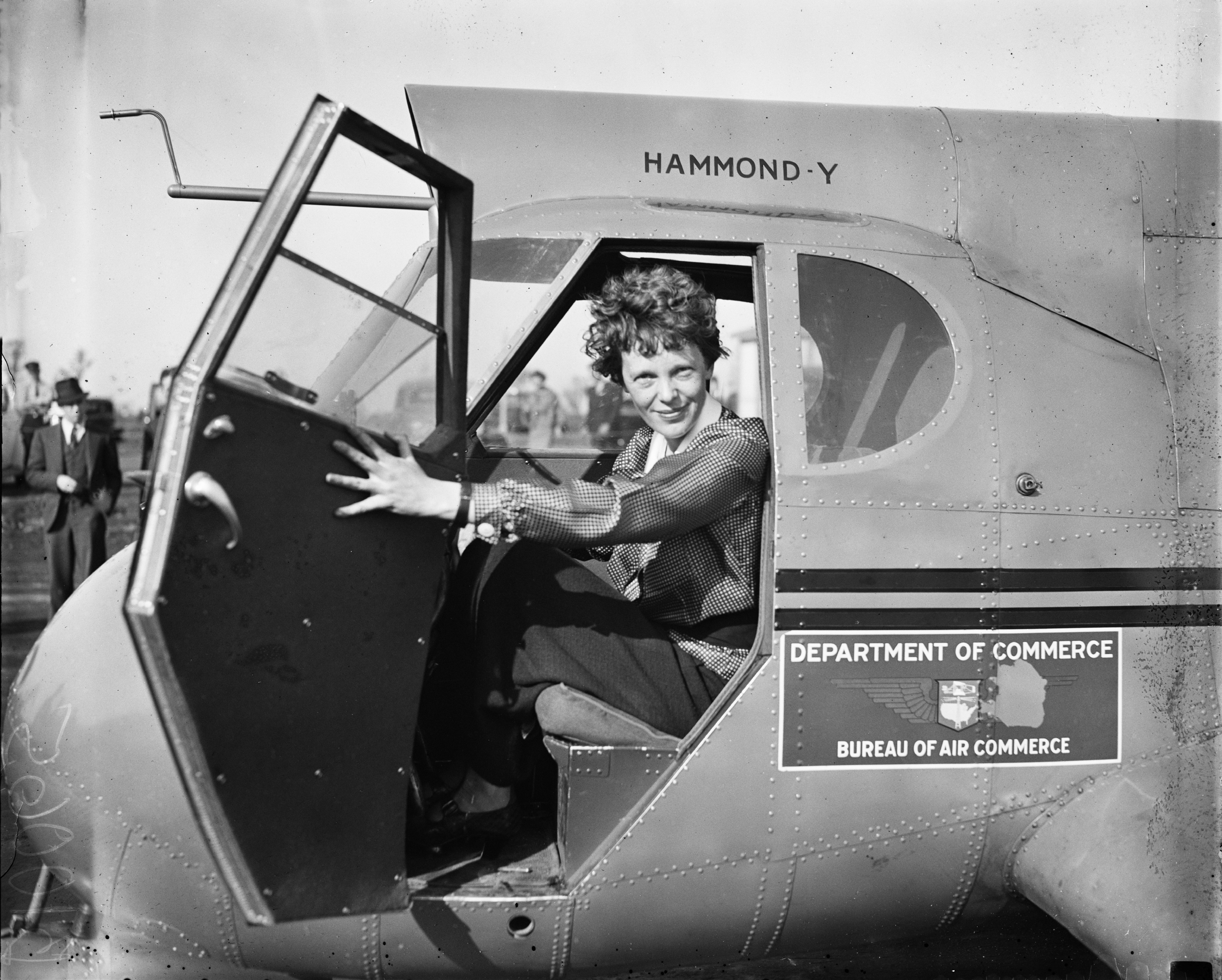
Earhartová v kokpitu letounu Stearman-Hammond Y-1 v roce 1936

Byla dcerou Edwina a Amy Earhartových. Narodila se v domě prarodičů v kansaském městě Atchison. Jejím dědečkem z matčiny strany byl Alfred Otis. V letadle poprvé seděla v roce 1920. O rok později absolvovala lekce létání a koupila si vlastní letadlo, dvouplošník Kinner Airster. V roce 1922 vytvořila neoficiální rekord: jako první žena letěla ve výšce přibližně 4250 metrů. V roce 1923 obdržela jako šestnáctá žena pilotní licenci od Mezinárodní letecké federace (FAI).
Dne 17. června 1928 jako první žena přeletěla v letadle Fokker F.VIIb/3m Atlantik (z Trepassey Harbor v Newfoundlandu do Burry Port ve Walesu), ovšem jen jako spolucestující. V roce 1930 překonala další rekord: jako první žena letěla rychlostí asi 290 kilometrů v hodině.
Dne 8. dubna 1931 dosáhla u Warringtonu v Pennsylvánii ve vírníku Pitcairn PCA-2 (imatrikulace NX760W) výšky 5613 metrů. PCA-2 byl první vírník, který získal americkou certifikaci.
Znovu přeletěla Atlantský oceán 20.–21. května 1932. Tentokrát letěla sama v jednomotorovém letounu Lockheed Vega a stala se tak první ženou, která uskutečnila sólový přelet Atlantiku. Po letu dlouhém 14 hodin a 56 minut přistála v severním Irsku – kvůli technickým a povětrnostním problémům se jí nepodařilo původně plánované přistání v Paříži.
V roce 1936 začala plánovat let okolo světa. Po prvním neúspěšném pokusu vzlétla podruhé, s navigátorem Fredem Noonanem, na stroji upraveném pro dálkové lety s doletem až 4000 km Lockheed L-10E Electra 1. června 1937 z Miami. Po zastávkách v Jižní Americe, Africe, Indii a jihovýchodní Asii dorazili 29. června do Lae na Nové Guineji. Měli za sebou 35 000 kilometrů cesty a zůstávalo jim ještě posledních 11 000 km. Dne 2. července odstartovali směrem k Howlandovu ostrovu v Tichém oceánu. Asi po 1300 km se rádiové spojení přerušilo a letadlo „zmizelo“.

## Hledání ostatků

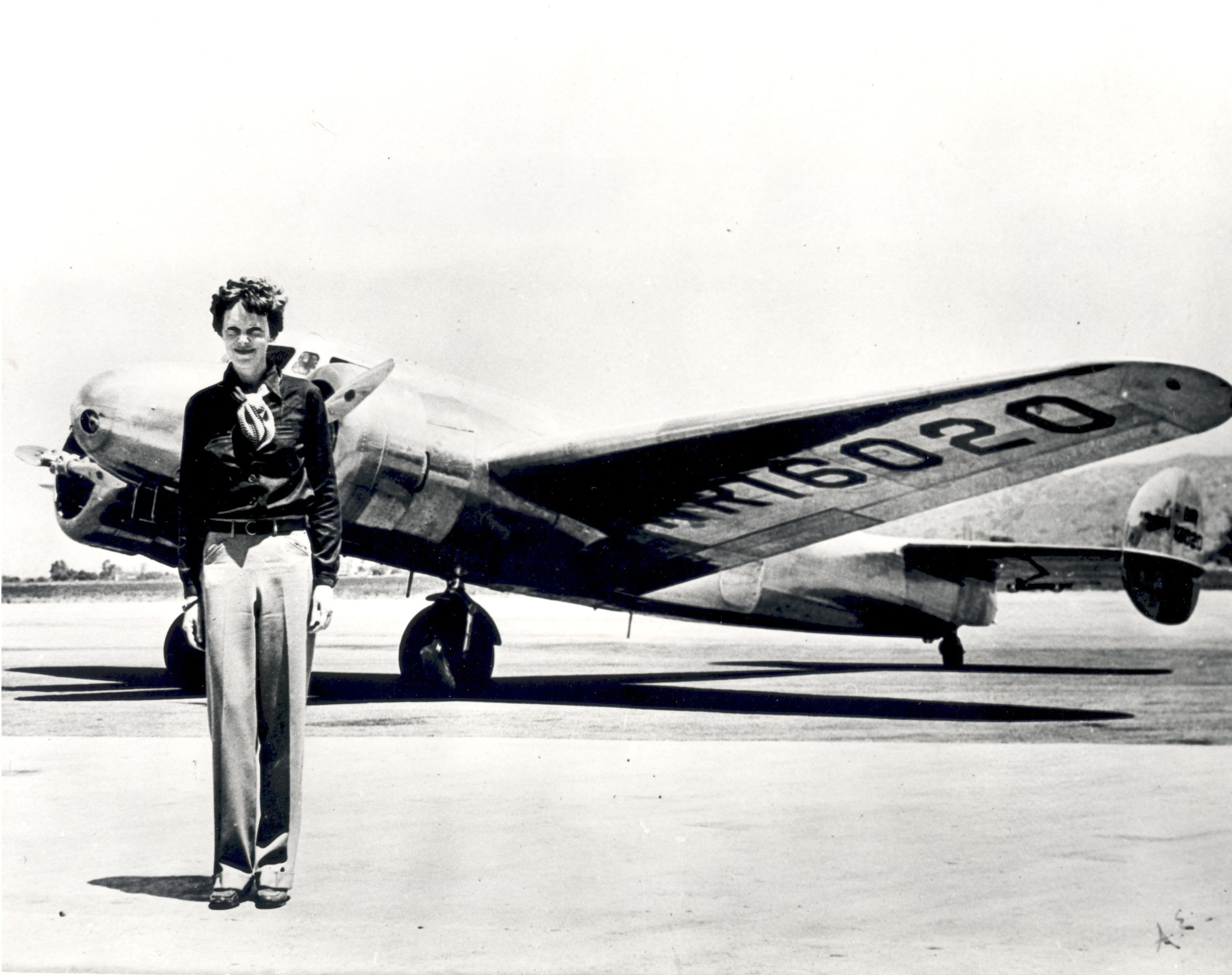
Earhartová před letounem Lockheed Electra, se kterým roku 1937 zmizela

V červenci 2017 byla v amerických národních archivech nalezena fotografie, která naznačuje, že Earhartová zřícení i se svým navigátorem přežila. Fotografie byla pořízena na Marshallových ostrovech a řada expertů (mj. z FBI) došlo k závěru, že je autentická. Ovšem fotografie byla nalezena již v japonském cestopisu z roku 1935.
Již v roce 2010 byly objeveny fragmenty kostí a další artefakty, které mohly patřit Amelii Earhartové a jejímu navigátorovi, na atolu Nikumaroro, který je součástí souostroví Kiribati. Roku 2018 pak forenzní antropolog Richard Jantz prohlásil, že s jistotou 99% se jedná o ostatky Earhartové. Podle objevů je pravděpodobné, že trosečníci zde žili několik týdnů až měsíců, než zemřeli, pravděpodobně na dehydrataci (na ostrově není zdroj pitné vody). Podle nalezeného hliníkového plátu usuzují znalci, že se skutečně jednalo o tento letoun. Další trosky letadla se pokusil objevit v okolí ostrova oceánograf Robert Ballard v roce 2019, nicméně neuspěl.

## Příběh Amelie Earhartové
Příběh byl zachycen v americkém televizním filmu Amelia Earhart: The Final Flight (rež. Yves Simoneau, 1994) uvedeném v ČR pod názvem Poslední let. Amelii postupně filmově ztvárnily Diane Keatonová (Poslední let) a Hilary Swanková v americko-kanadském filmu Amelia (rež. Mira Nair, 2009).